# Batuhan Altıntaş
Mustafa Batuhan Altıntaş (İzmit, 14 marzo 1996) è un calciatore turco, attaccante del Derince Belediyespor.

## Caratteristiche tecniche
È un centravanti.

## Carriera

### Club
Cresciuto nelle giovanili del Bursaspor, ha esordito nella massima serie turca il 19 gennaio 2013 nei minuti finali del match vinto 2-1 contro il Kayserispor.
Nel 2015 viene acquistato dall'Amburgo, con cui esordisce il 14 maggio 2016 in un match vinto 3-1 contro l'Augusta.

### Nazionale
Ha giocato numerose decine di partite con le varie nazionali giovanili turche.

## Statistiche

### Presenze e reti nei club
Statistiche aggiornate al 26 luglio 2017.
| Stagione         | Squadra          | Campionato       | Campionato | Campionato | Coppe nazionali | Coppe nazionali | Coppe nazionali | Coppe continentali | Coppe continentali | Coppe continentali | Altre coppe | Altre coppe | Altre coppe | Totale | Totale |
| Stagione         | Squadra          | Comp             | Pres       | Reti       | Comp            | Pres            | Reti            | Comp               | Pres               | Reti               | Comp        | Pres        | Reti        | Pres   | Reti   |
| ---------------- | ---------------- | ---------------- | ---------- | ---------- | --------------- | --------------- | --------------- | ------------------ | ------------------ | ------------------ | ----------- | ----------- | ----------- | ------ | ------ |
| 2012-2013        | Bursaspor        | SL               | 3          | 0          | TK              | 3               | 0               |                    | -                  | -                  |             | -           | -           | 6      | 0      |
| 2013-2014        | Bursaspor        | SL               | 6          | 0          | TK              | 0               | 0               |                    | -                  | -                  |             | -           | -           | 6      | 0      |
| 2014-2015        | Bursaspor        | SL               | 0          | 0          | TK              | 0               | 0               | UEL                | 1                  | 0                  |             | -           | -           | 1      | 0      |
| Totale Bursaspor | Totale Bursaspor | Totale Bursaspor | 9          | 0          |                 | 3               | 0               |                    | 1                  | 0                  |             | -           | -           | 13     | 0      |
| 2015-2016        | Amburgo          | 1B               | 1          | 0          | CG              | 0               | 0               |                    | -                  | -                  |             | -           | -           | 1      | 0      |
| 2016-2017        | Kasımpaşa        | SL               | 15         | 2          | TK              | 8               | 7               |                    | -                  | -                  |             | -           | -           | 23     | 9      |
| Totale carriera  | Totale carriera  | Totale carriera  | 25         | 2          |                 | 11              | 7               |                    | 1                  | 0                  |             | -           | -           | 37     | 9      |